# Communauté de communes Comté de Grimont, Poligny
Die Communauté de communes Comté de Grimont, Poligny war ein französischer Gemeindeverband in der Rechtsform einer Communauté de communes. Der Gemeindeverband wurde am 31. Dezember 1997 gegründet; der Verwaltungssitz befand sich in der Gemeinde Poligny. Dem Verband gehörten zuletzt 30 Gemeinden des Départements Jura in der Region Bourgogne-Franche-Comté an.

## Historische Entwicklung
Zum 1. Januar 2017 wurde der Gemeindeverband mit der Communauté de communes Arbois, Vignes et Villages - Pays de Louis Pasteur und der Communauté de communes du Pays de Salins-les-Bains zur neuen Communauté de communes Arbois, Poligny, Salins, Cœur du Jura zusammengelegt.

## Ehemalige Mitgliedsgemeinden
1. Abergement-le-Petit
2. Aumont
3. Barretaine
4. Bersaillin
5. Besain
6. Biefmorin
7. Brainans
8. Buvilly
9. Chamole
10. Chaussenans
11. Colonne
12. Darbonnay
13. Fay-en-Montagne
14. Le Fied
15. Grozon
16. Le Chateley
17. Miéry
18. Molain
19. Monay
20. Montholier
21. Neuvilley
22. Oussières
23. Picarreau
24. Plasne
25. Poligny
26. Saint-Lothain
27. Tourmont
28. Vaux-sur-Poligny
29. Villers-les-Bois
30. Villerserine